# Secemin
Secemin [pronunciación en polaco: /sɛˈt͡sɛmin/] es un pueblo en el condado de Włoszczowa, voivodato de Świętokrzyskie, en el centro-sur de Polonia. Es la sede del gmina (distrito administrativo) llamado Gmina Secemin. Se encuentra en la histórica Pequeña Polonia, aproximadamente a 14 kilómetros al suroeste de Włoszczowa y 57 kilómetros al oeste de la capital regional Kielce. El pueblo fue una ciudad desde 1401 hasta 1869. Su nombre proviene de los pantanos locales, llamados sece.

## Historia
Secemin tiene una larga y rica historia, que se remonta a un gord defensivo, establecido en el siglo XIII entre pantanos y bosques, en las proximidades de las rutas comerciales medievales. La primera mención documentada de Secemin proviene del año 1291, cuando el duque de Cracovia y Sandomierz, Boleslao V el Casto, se reunió aquí con monjes de Henrykow. En el siglo XIV, Secemin era un asentamiento con un molino de agua y una forja, así como una iglesia parroquial católica romana.
En 1401 Secemin recibió del rey Vladislao II de Polonia la carta de derechos de Magdeburgo (según otras fuentes, Secemin recibió la carta a mediados del siglo XIV, del rey Casimiro III de Polonia). La ciudad estaba autorizada a organizar dos ferias al año, así como mercados semanales. Por orden del rey Jagellón, Secemin pasó a ser propiedad del caballero Piotr Szafraniec (escudo de armas de Starykon), que se había distinguido en la batalla de Grunwald. Szafraniec financió una iglesia de piedra y, a finales de la Edad Media, Secemin surgió como un centro local de artesanos, con carniceros, zapateros, alfareros, tejedores, dos molinos de agua y un baño. La ciudad estaba situada en una ruta comercial muy transitada desde Gdansk a Cracovia.
Secemin permaneció en manos de la familia Szafraniec, que residía en una casa señorial fortificada. Krzysztof Szafraniec, hijo de Piotr Szafraniec, era un salteador de caminos y un secuestrador. Capturado por la starosta de Cracovia, fue ejecutado en 1484. En 1519, el rey Zygmunt Stary confirmó los derechos de Secemin sobre Magdeburgo y le dio permiso para celebrar tres ferias más al año. En 1540, la población de la ciudad era de 600 habitantes y durante la Reforma protestante se convirtió en uno de los centros del calvinismo en la Pequeña Polonia. En el año 1553 Stanislaw Szafraniec abrió una casa de oración calvinista y entre 1556 y 1617 se celebraron hasta 23 sínodos calvinistas. A mediados del siglo XVI, Secemin fue la residencia de Felix Cruciger, el superintendente de las iglesias reformadas de la Pequeña Polonia. Cruciger murió el 12 de abril de 1563. Además de la casa de oración, los calvinistas locales abrieron aquí una escuela de renombre, que fue apoyada, entre otros, por Mikołaj Rej, que vivía en la cercana Nagłowice. La escuela era famosa por su rica biblioteca, su último director fue un francés llamado Jan Poetevinus.
Secemin prosperó en el período conocido como la Edad de Oro polaca. La decadencia de la ciudad comenzó durante la catastrófica invasión sueca de Polonia (década de 1650), cuando perdió la mayor parte de su población, que fue reemplazada por colonos judíos. Secemin permaneció en manos de la familia Szafraniec hasta mediados del siglo XVII, cuando, como dote, fue transferida a Jan Samuel Czarnocki (escudo de armas de Lis), marido de Zofia Szafraniec. Los Czarnocki fueron propietarios de la ciudad hasta 1788 y construyeron aquí una casa señorial que fue demolida en los años 70.
Hasta la partición de Polonia, Secemin pertenecía al voivodato de Sandomierz. De 1815 a 1915, fue parte del Congreso de Polonia controlado por Rusia, y en 1821, su población era de 833 habitantes, con 110 casas, la mayoría de las cuales eran de madera. En 1862, la ciudad se quemó casi por completo en un gran incendio y, después del Levantamiento de Enero, el gobierno ruso redujo Secemin a la categoría de aldea. En la Segunda República Polaca, Secemin perteneció al Voivodato de Kielce. El 3 de septiembre de 1939, el pueblo fue capturado por la Wehrmacht. Secemin fue un importante centro de resistencia antialemana. En noviembre de 1943 tuvo lugar aquí un enfrentamiento entre los alemanes y una unidad del Ejército Nacional. Como represalia, los alemanes fusilaron a 44 habitantes del pueblo. El 27 de octubre de 1944 tuvo lugar una gran batalla cerca de Secemin, en la que unidades del Ejército Nacional y del Bataliony Chlopskie lucharon contra la Wehrmacht.
Entre los puntos de interés se encuentra una iglesia gótica (1402), que entre 1554 y 1617 fue una casa de oración calvinista. También hay restos de un foso del siglo XVI que protegía la casa solariega de la familia Szafraniec.